# Mark Veenhoven
Mark Veenhoven (Papendrecht, 3 maart 1998) is een Nederlands voetballer die als middenvelder voor SV Spakenburg speelt.

## Carrière
Mark Veenhoven speelde in de jeugd van Sparta Rotterdam, waar hij tussen 2017 en 2019 ook voor Jong Sparta Rotterdam in de Tweede divisie speelt. Hij debuteerde in het eerste elftal van Sparta op 14 oktober 2017, in de met 4-0 verloren uitwedstrijd tegen Ajax. Hij kwam in de 79e minuut in het veld voor Loris Brogno. In januari 2019 vertrok Veenhoven bij de Kasteelheren en tekende hij bij Kozakken Boys. Na 3 seizoenen vertrok hij naar de blauwe zijde van de westmaat naar competitiegenoot in de Tweede Divisie SV Spakenburg waarmee hij deel uitmaakte van het team dat een grandioze stunt uithaalde in het KNVB bekertoernooi door Eredivisie club FC Groningen  in de eigen Euroborg te verslaan binnen de reguliere speeltijd. 

### Statistieken

#### Beloften
| 2016/17                        | Jong Sparta Rotterdam | Nederland       | Tweede divisie  | 6  | 0 | 6  | 0 |
| 2017/18                        | Jong Sparta Rotterdam | Nederland       | Tweede divisie  | 14 | 1 | 14 | 1 |
| 2018/19                        | Jong Sparta Rotterdam | Nederland       | Tweede divisie  | 10 | 0 | 10 | 0 |
| Totaal beloften                | Totaal beloften       | Totaal beloften | Totaal beloften | 30 | 1 | 30 | 1 |
| Bijgewerkt op 10 februari 2019 |                       |                 |                 |    |   |    |   |

#### Senioren
| Seizoen                        | Club             | Land            | Competitie      | Competitie | Competitie | Beker | Beker | Totaal | Totaal |
| Seizoen                        | Club             | Land            | Competitie      | Wed.       | Dlp.       | Wed.  | Dlp.  | Wed.   | Dlp.   |
| ------------------------------ | ---------------- | --------------- | --------------- | ---------- | ---------- | ----- | ----- | ------ | ------ |
| 2017/18                        | Sparta Rotterdam | Nederland       | Eredivisie      | 6          | 0          | 0     | 0     | 6      | 0      |
| 2018/19                        | Sparta Rotterdam | Nederland       | Eerste divisie  | 0          | 0          | 0     | 0     | 0      | 0      |
| 2018/19                        | Kozakken Boys    | Nederland       | Tweede divisie  | 5          | 0          | 0     | 0     | 5      | 0      |
| Totaal senioren                | Totaal senioren  | Totaal senioren | Totaal senioren | 10         | 1          | 0     | 0     | 10     | 1      |
| Carrièretotaal                 | Carrièretotaal   | Carrièretotaal  | Carrièretotaal  | 41         | 1          | 0     | 0     | 41     | 1      |
| Bijgewerkt op 10 februari 2019 |                  |                 |                 |            |            |       |       |        |        |